# Ylinenjärvi (sjö i Parkano, Birkaland)
Ylinenjärvi är en sjö i kommunen Parkano i landskapet Birkaland i Finland. Sjön ligger 138,2 meter över havet. Arean är 54 hektar och strandlinjen är 3,78 kilometer lång. Sjön  ingår i Kumo älvs huvudavrinningsområde.   Den ligger omkring 85 km nordväst om Tammerfors och omkring 250 km norr om Helsingfors. 